# Wehrkreis XIII
Het Wehrkreis XIII (Nürnberg)  (vrije vertaling: 13e militaire district (Neurenberg)) was een territoriaal militaire bestuurlijke eenheid tijdens 
het nationaalsocialistische Duitse Rijk. Het bestond vanaf 1937 tot 1945.
Het Wehrkreis XIII werd gevormd door afscheiding van het voormalige Wehrkreis VII (München), en kreeg ook gebieden van het eerder tot het Wehrkreis V (Stuttgart) hadden behoord.
Het Wehrkreis XIII was verantwoordelijk voor de militaire veiligheid van de regierungsbezirke Oberfranken, Beierse Palts en delen van de Nedersaksen, Unterfranken, Württemberg en Baden. En vanaf 1938 ook het Regierungsbezirk Eger (Sudetenland). En de bevoorrading en training van delen van het leger van de Heer in het gebied.
Het hoofdkwartier van het Wehrkreis XIII  was gevestigd in Neurenberg.
Het Wehrkreis XIII  had drie Wehrersatzbezirke (vrije vertaling: drie reserve militaire districten) Nürnberg, Regensburg en Eger.

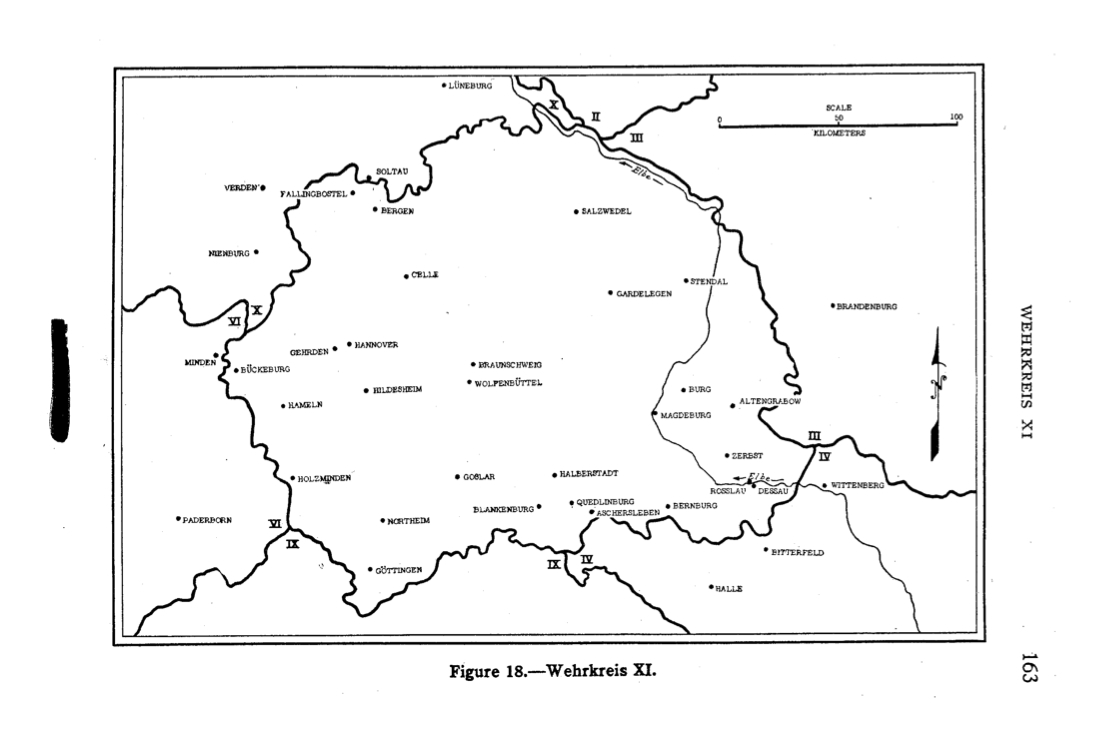
Kaart van het Wehrkreis XIII in 1944.

## Bevelhebbers[2]
| Rang                   | Naam                       | Begin                                                  | Eind                               | Opmerking   |
| ---------------------- | -------------------------- | ------------------------------------------------------ | ---------------------------------- | ----------- |
| General der Kavallerie | Maximilian von Weichs      | 1 oktober 1937                                         | 26 augustus 1939 - 20 oktober 1939 | Mobilisatie |
| General der Artillerie | Friedrich von Cochenhausen | 26 augustus 1939 - 28 augustus 1939 - 1 september 1939 | 30 april 1942 - 1 mei 1942         |             |
| General der Infanterie | Mauritz von Wiktorin       | 30 april 1942 - 1 mei 1942                             | 15 augustus 1944                   |             |
| General der Infanterie | Karl Weisenberger          | 15 augustus 1944                                       | 26 maart 1945 - 8 mei 1945         | Mobilisatie |

## Politieautoriteiten
Höherer SS- und Polizeiführer (HSSPF):
- Karl von Eberstein (12 maart 1938 - 17 december 1942[9])
- Benno Martin
- Walter Schimana

Inspekteur der Ordnungspolizei (IdO):
- Otto Rauner (1 januari 1937 - 15 augustus 1937[10])
- Karl Schweinle (15 augustus 1937 - 24 april 1938[11])

Inspekteur der Sicherheitspolizei (IdS): 
- Erich Naumann (1 juni 1944 - 20 april 1945[12])

## Höherer Kommandeur der Kriegsgefangenen
- SS-Obergruppenführer en Generaal in de Waffen-SS en de politie Benno Martin (1 oktober 1944 - 2 mei 1945 '[13][14])